# 米哈伊尔·察廖夫
米哈伊尔·伊万诺维奇·察廖夫（俄语：Михаил Иванович Царёв；1903年—1987年）是苏联电影和舞台剧演员。

## 生平
1903年生于特维尔。1908年随家人搬至列威利。1919年至1921年在彼得格勒学习，后在莫斯科的剧团演出。1937年转到莫斯科马利剧院。1949年加入联共（布）。1950年至1963年，以及从1970年至1985年担任该剧院院长，1985年之1987年担任艺术总监。
1949年荣获苏联人民艺术家荣誉称号，1973年荣获社会主义劳动英雄荣誉称号。
1987年11月在莫斯科去世。安葬于瓦甘科沃公墓。

## 主要参演
| 年份 | 电影       | 饰演         | 获奖 |
| ---- | ---------- | ------------ | ---- |
| 1938 | 《金银岛》 | 李甫西大夫   |      |
| 1957 | 《賣花女》 | 希金斯       |      |
| 1958 | 《海之歌》 | 阿里斯塔霍夫 |      |